# Leucauge wulingensis
Leucauge wulingensis este o specie de păianjeni din genul Leucauge, familia Tetragnathidae, descrisă de Song și Zhu în anul 1992. Conform Catalogue of Life specia Leucauge wulingensis nu are subspecii cunoscute.